# Радио-телевизија Херцег-Босне
Радио-телевизија Херцег-Босне (хрв. Radiotelevizija Herceg-Bosne), позната и као РТВ Херцег-Босне или РТВХБ, босанскохерцеговачка је јавна телевизија.

## Историја
Радио-телевизија је основана 1992. године у Мостару, међутим, почела је с емитовањем тек 1. јула 2019. године.